# Tenhya
Tenhya o Tenhia es una comuna rural del departamento de Tanout de la región de Zinder, en Níger. En diciembre de 2012 presentaba una población censada de 31 057 habitantes, de los cuales 16 010 eran hombres y 15 047 eran mujeres.
La comunidad adquirió autonomía administrativa en 2002, siendo hasta entonces un área nómada que no tenía autogobierno propio. La zona está habitada principalmente por pastores nómadas de los grupos étnicos fulani y tuareg.
Se encuentra situada en el centro-sur del país, abarcando una zona del Sahel situada al norte de Tanout.